# Campionati europei di atletica leggera indoor 2021 - Staffetta 4×400 metri maschile
La gara della staffetta 4×400 metri maschile ai campionati europei di atletica leggera indoor di Toruń 2021 si è svolta il 7 marzo 2021 presso l'Arena Toruń.
Alla gara avrebbe dovuto prendere parte anche la squadra polacca, ma la positività di un suo componente al COVID-19 ha costretto l'intera squadra, riserve comprese, al ritiro.

## Podio
| Pos.    | Nazione                                                                        |
| ------- | ------------------------------------------------------------------------------ |
| Oro     | Paesi Bassi Jochem Dobber, Liemarvin Bonevacia, Ramsey Angela, Tony van Diepen |
| Argento | Rep. Ceca Vít Müller, Pavel Maslák, Michal Desenský, Patrik Šorm               |
| Bronzo  | Gran Bretagna Joe Brier, Owen Smith, James Williams, Lee Thompson              |

## Record
| Record                | Record                                                                   | Record  | Record                         | Record          |
| --------------------- | ------------------------------------------------------------------------ | ------- | ------------------------------ | --------------- |
| Record mondiale       | Stati Uniti Amere Lattin, Obi Igbokwe, Jermaine Holt, Kahmari Montgomery | 3'01"51 | Clemson, Stati Uniti d'America | 9 febbraio 2019 |
| Record europeo        | Polonia Karol Zalewski, Rafał Omelko, Łukasz Krawczuk, Jakub Krzewina    | 3'01"77 | Birmingham, Regno Unito        | 4 marzo 2018    |
| Record dei campionati | Belgio Julien Watrin, Dylan Borlée, Jonathan Borlée, Kévin Borlée        | 3'02"87 | Praga, Repubblica Ceca         | 8 marzo 2015    |

## Programma
| Data         | Ora   | Turno  |
| ------------ | ----- | ------ |
| 7 marzo 2021 | 18:57 | Finale |

## Risultati

### Finale
| Posizione | Nazione       | Atlete                                                             | Tempo   | Note                                   |
| --------- | ------------- | ------------------------------------------------------------------ | ------- | -------------------------------------- |
| Oro       | Paesi Bassi   | Jochem Dobber, Liemarvin Bonevacia, Ramsey Angela, Tony van Diepen | 3'06"06 | Miglior prestazione europea stagionale |
| Argento   | Rep. Ceca     | Vít Müller, Pavel Maslák, Michal Desenský, Patrik Šorm             | 3'06"54 |                                        |
| Bronzo    | Gran Bretagna | Joe Brier, Owen Smith, James Williams, Lee Thompson                | 3'06"70 |                                        |
| 4         | Belgio        | Alexander Doom, Jonathan Borlée, Dylan Borlée, Kévin Borlée        | 3'06"96 |                                        |
| 5         | Italia        | Edoardo Scotti, Robert Grant, Brayan Lopez, Vladimir Aceti         | 3'07"37 |                                        |